# Heinz Flohe – Der mit dem Ball tanzte
Heinz Flohe – Der mit dem Ball tanzte ist ein Dokumentarfilm von Frank Steffan aus dem Jahr 2015. Der Film behandelt das Leben und die Karriere des Profifußballers Heinz Flohe, der als erstes Mitglied des deutschen Weltmeister-Kaders des Jahres 1974 unter tragischen Umständen im Jahr 2013 verstarb.

## Hintergrund und Handlung

### Allgemeines zum Film
Ab Januar 2014 drehte Frank Steffan eine Dokumentation über den 2013 verstorbenen Fußballprofi Heinz Flohe, welche die Bundesliga- und Nationalmannschaftskarriere Flohes, die von 1966 bis 1979 dauerte, intensiv schildert. Es sind zahlreiche Originalfilmaufnahmen zu sehen, darunter viele bis dato unveröffentlichte. Flohe gewann mit dem 1. FC Köln einmal den deutschen Meistertitel sowie dreimal den DFB-Pokal. Mit der deutschen Fußballnationalmannschaft wurde Heinz Flohe 1974 Weltmeister und 1976 Vize-Europameister.
Die Handlung des Films richtet sich nach dem Lebens- und Karriereweg des von vielen als „Flocke“ gerufenen Fußballers. Dabei wird insbesondere der Fußball der 70er Jahre wieder in den Fokus gerückt, der mehr Raum für große Techniker bot und in der Gegenwart durch seine nicht kommerzielle Ausrichtung das Gefühl der Fußball-Romantik hervorruft.
Am 15. März 2015 fand die Premiere des Films unter großer Medienbeachtung im Kölner Residenz Kino statt.

### Wertigkeit für den Fußball
Der Film beleuchtet einerseits die vielschichtige Persönlichkeit des Fußballers, andererseits wollen die Filmemacher die als zu gering eingestufte Wertigkeit Flohes und somit seinen fußballerischen Stellenwert für den deutschen Fußball neu definieren. Aus diesem Grund äußern sich 33 Zeitzeugen, darunter viele ehemalige Nationalspieler, zur Thematik. Jupp Heynckes bezeichnet Flohe in der Dokumentation etwa als „Artisten“. Günter Netzer betont, dass es keinen in Deutschland gegeben habe, der Flohes technische Fähigkeiten erreichte: „Er ist so unglaublich gut gewesen, hat Dinge gemacht, die keiner von uns konnte, auch die ganz großen Spieler Deutschlands nicht.“ Eine Aussage, die von Jupp Kapellmann, Weltmeister 1974 und dreifacher Champions-League-Sieger mit Bayern München, gestützt wird: „Heinz Flohe würde heute die 100-Millionen-Grenze oder generell jede Transfer-Rekordsumme sprengen.“ Dies stehe für ihn außerhalb jeder Diskussion. Franz Beckenbauer bezeichnet Flohe in der Dokumentation als „einen der besten Techniker der Welt“ zu seiner Zeit.

### Wegbereiter der modernen Fußball-Technik
Im Film wird sein technisches Vermögen durch viele herausragende Spielszenen gesondert herausgestellt. Für viele Experten war Flohe ein Wegbereiter der modernen Fußball-Technik und Vorreiter für Spieler wie beispielsweise Mario Götze oder Mesut Özil. Der damalige DFB-Präsident Wolfgang Niersbach tätigt in der Dokumentation die Aussage, dass „der Spieler, der ihm am nächsten kommt, Mesut Özil sei, der auch diese Leichtigkeit im Spiel hat sowie die Nähe zwischen Genie und Wahnsinn.“
Die zentrale Aussage des Films, dass Flohe den Fußball mit seiner außerordentlichen Technik revolutionierte, wird durch die vielen Zeitzeugen also indirekt bestätigt. Für viele gilt er als einer der ersten, die das Tempodribbling forcierten und den so genannten Übersteiger im deutschen Fußball einführte.

### Medienscheu und Nationalmannschaft
Ein großes Thema in der Dokumentation ist die von vielen Interviewpartnern angesprochene, extreme Medienscheu des Heinz Flohe. Weil dieser während seiner Fußball-Karriere fast alle Interviewanfragen der relevanten Medien ablehnte, fehlte ihm eine wichtige Lobby. Viele Zeitzeugen begründen u. a. damit seine, im Verhältnis zu seinen außergewöhnlichen Fähigkeiten, viel zu niedrige Anzahl (39) von Länderspieleinsätzen. Seine Nationalmannschaftskonkurrenten im Mittelfeld, Günter Netzer und sein Kölner Vereinskamerad Wolfgang Overath, agierten auf diesem Gebiet deutlich sicherer. Zudem wurde das Verhältnis Flohes zu Bundestrainer Helmut Schön als distanziert beschrieben.

### Tragischer Lebensweg
Weiterhin wird die persönliche Tragik Flohes thematisiert, musste dieser doch seine Karriere bei 1860 München nach einem groben Foul des Gegenspielers Paul Steiner abrupt beenden. Die Spätfolgen der schweren Verletzung schränkten Flohes Gesundheit auch nach seiner Profikarriere erheblich ein. Weggefährten wie u. a. Carl-Heinz Rühl sowie sein Berater Rüdiger Schmitz stellen einen Zusammenhang her zwischen Morphium und Cortison und späteren, ständigen Herzproblemen. Am 11. Mai 2010 brach er nach der Feier zur Einweihung des neuen Box-Gyms des damaligen Box-Weltmeisters Felix Sturm auf offener Straße zusammen. Nach seinem Auffinden und erfolgreichen Wiederbelebungsmaßnahmen wurde er in ein künstliches Koma versetzt, aus dem er jedoch nicht mehr erwachte. Heinz Flohe starb nach über drei Jahren im Wachkoma am 15. Juni 2013.

## Auszeichnungen
Beim Fußballfilmfestival 11mm im Jahr 2015 erreichte die Produktion den zweiten Platz beim Publikumspreis und wurde somit bester deutscher Film in dieser Kategorie.

## Kritiken
„Gibt es während eines Films Momente, in denen man vor Vergnügen in Leinwand oder Bildschirm kriechen und betteln möchte: ‚Lass’ das bitte nie vorübergehen‘, dann weiß man für sich, dass es ein guter Film ist. Da macht sich ein bisschen Dankbarkeit breit, gibt es doch viel zu wenig gute Filme über Fußball und Fußballer. Vielleicht auch nur viel zu wenig, die man kennt. Die beiden letzten, an die man sich erinnert, dürften ‚Das Sommermärchen‘ und ‚Die Mannschaft‘ gewesen sein. Beides Werke, die keinen Vergleich eingehen können mit ‚Heinz Flohe – Der mit dem Ball tanzte‘.“

„104 Minuten, die unter die Haut gehen … Der Flohe Film – schöne Erinnerung an ein Fußball-Genie und einen tollen Menschen.“

„‚Heinz Flohe – Der mit dem Ball tanzte.‘ Ein wunderschöner Film, der Frank Steffan da gelungen ist. Als er unsere Redaktion besuchte, um sein Werk vorzuführen, war gerade verkündet worden, dass die WM 2022 in Katar im Winter gespielt werden soll. Man diskutierte über die Auswüchse des modernen Fußballs, dem Kommerz, Milliarden und Vetternwirtschaft längst die Seele geraubt haben. Doch Steffan hatte ein großes Stück Fußball-Romantik mitgebracht.“

„Die Vorlage kam von der Kinoleinwand. Und die über 270 Zuschauer in der proppenvollen Residenz stiegen sofort mit ein. Standing Ovations für Heinz Flohe. Die Film-Biografie ‚Der mit dem Ball tanzte‘ riss alle mit. ‚Die Zeiten kommen zurück‘, sagte Toni Schumacher – stellvertretend für alle. Flockes früherer Weggefährte war beim Verlassen des Filmhauses sichtlich bewegt. ‚Ein toller Film, den sich viele Leute anschauen sollen‘, so der Vize-Präsident des FC.“

„Dank eines außergewöhnlichen Films lebt ‚Flocke‘ in den Herzen der Fußball-Fans weiter. Nicht verklärt. Nicht auf einen Sockel gehoben, auf den er nicht gehört. Kein reingewaschenes Machwerk wie ‚Das Sommermärchen‘ oder gar ‚Die Mannschaft‘, mit denen der DFB zeigen wollte, wie ach so natürlich die deutsche Nationalmannschaft doch ist. Nein, der Film ‚Heinz Flohe – Der mit dem Ball tanzte‘ ist die Chronologie eines Lebens, das allzu viele Aufs und Abs kannte und in entscheidenden Momenten von unerklärlichem Unverständnis beeinflusst wurde.“

„Nach 104 Minuten in der Welt von Heinz Flohe, der im Juni 2013 nach drei Jahren im Wachkoma verstorben ist, bleibt einzig die Frage: Warum gibt es in Deutschland nicht mehr Sportfilme dieser Art?“